# تشاك تيري
تشاك تيري (بالإنجليزية: Chuck Terry)‏ مواليد 27 سبتمبر 1950 في لونغ بيتش، هو لاعب كرة سلة أمريكي معتزل. بدأ مسيرته الاحترافية في سنة 1972. تم اختياره من قبل فريق ميلووكي باكز خلال الدرافت. يبلغ طوله 6 قدم 6 بوصة (2.0 م). اعتزل اللعب في 1977. أحرز خلال مسيرته في الإن بي إيه 1298 نقطة بمعدل 3.8 نقاط في المباراة الواحدة.

## المسيرة الاحترافية
لعب مع ميلووكي باكز من سنة 1972 إلى 1974، ثم لعب مع سان أنطونيو سبرز من سنة 1973 إلى 1975، ثم لعب مع بروكلين نتس في سنة 1977.

## روابط خارجية
- تشاك تيري على موقع إن بي أي (الإنجليزية)
- تشاك تيري على موقع سبورتس رفرنس (الإنجليزية)
- تشاك تيري على موقع كلية كرة السلة في سبورتس رفرنس.كوم (الإنجليزية)
- تشاك تيري على موقع ريلجم (الإنجليزية)
- تشاك تيري على موقع بروبوليرز (الإنجليزية)